# Hr.Ms. Evertsen (1894)
Hr.Ms. Evertsen var ett pansarskepp i den nederländska flottan. Fartyget var det andra i Evertsen-klass, som hon utgjorde tillsammans med systerfartygen Hr.Ms. Kortenaer och Hr.Ms. Piet Hein. Evertsen sjösattes den 29 september 1894 vid varvet Koninklijke Maatschappij De Schelde, Scheepswerf en Maschinefabriek i Vlissingen. Efter att ha blivit färdigutrustad togs hon sedan i tjänst av flottan den 1 februari 1896.  Fartyget utrangerades år 1913.  